# Forsthaus Holzschlag

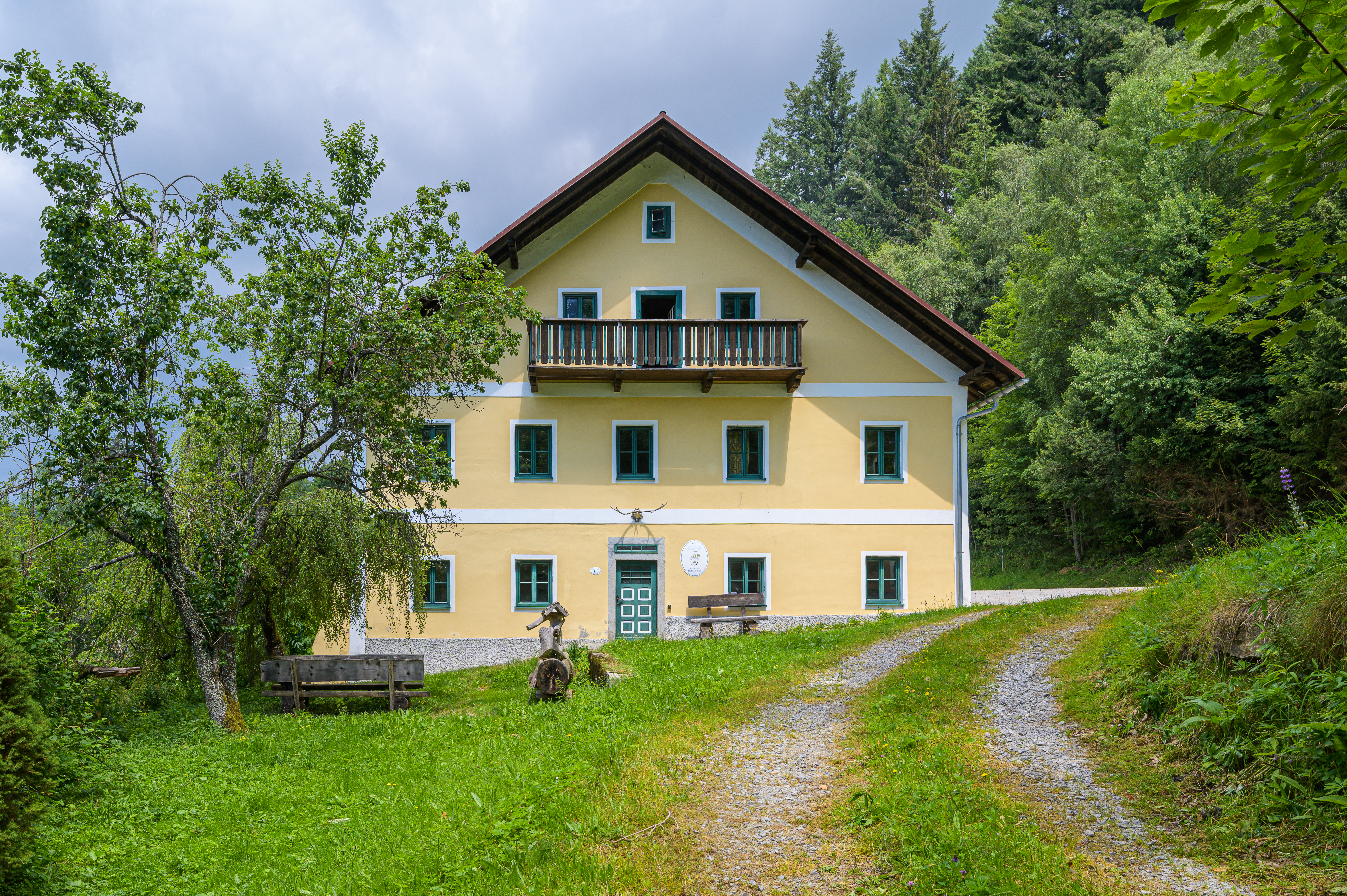
Forsthaus Holzschlag in Klaffer am Hochficht

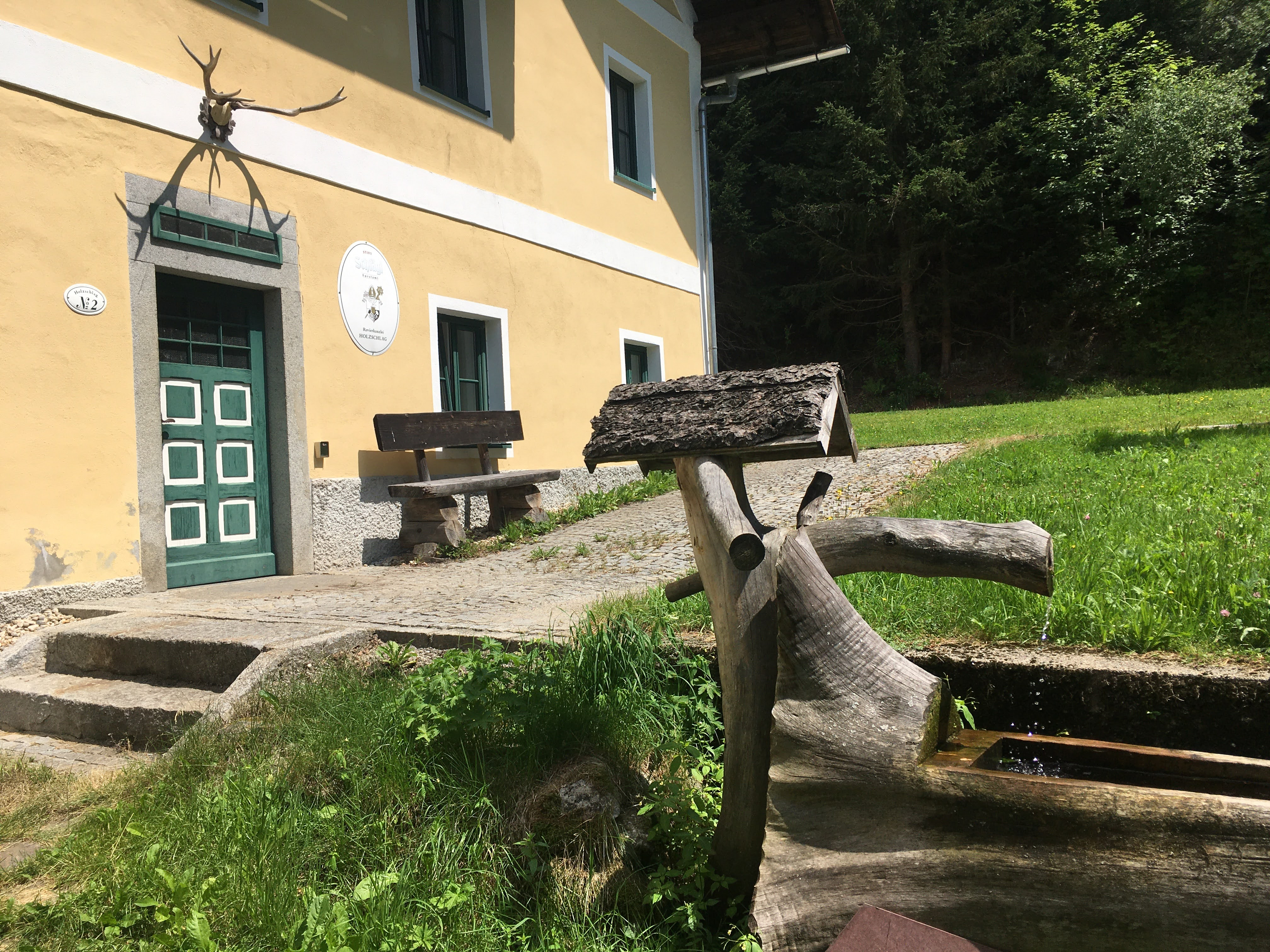
Bereich vor dem Eingang des Forsthauses Holzschlag

Das Forsthaus Holzschlag, auch Forsthaus am Hochficht und Revierkanzlei Holzschlag, steht im Holzfällerstützpunkt Holzschlag in der Gemeinde Klaffer am Hochficht im oberen Mühlviertel in Oberösterreich. Das Gebäude steht unter Denkmalschutz (Listeneintrag).

## Beschreibung
Das Forst- und Jagdhaus wurde vom Stift Schlägl in der Mitte und im dritten Viertel des 19. Jahrhunderts über einem älteren Kern erbaut. Das zweigeschoßige Gebäude mit einem Dachgeschoß trägt ein Satteldach. Daneben steht die historistische Kapelle Holzschlag. Das Forsthaus wird ganzjährig als Ferienhaus mit bis zu 16 Betten angeboten.
Direkt beim Haus verlaufen mehrere Rundwanderwege: der 19,3 Kilometer lange Plöckensteinerseeweg, die 15,2 Kilometer lange Hochfichtrunde und die 7,9 Kilometer lange Holzschlagrunde.